# محمد بنوزة
محمد بنوزة ، من مواليد 26 سبتمبر 1972 بوهران، حكم كرة قدم جزائري دولي منذ عام 2001.
و قد حكم في كأس الأمم الأفريقية لكرة القدم 2008 - كأس الأمم الأفريقية لكرة القدم 2010.

## مسيرته التحكيمية
أهم البطولات التي أدارها محمد بنوزة كالتالي:
- كأس العالم للشباب تحت 20 سنة 2003 بالإمارات العربية المتحدة: مبارتين
- كأس الأمم الأفريقية 2006 بمصر: مباراة واحدة
- كأس العالم للشباب تحت 20 سنة 2007 بكندا: 3 مباريات
- كأس الأمم الأفريقية 2008 بغانا: مبارتين
- نهائي كأس الاتحاد الكونفدرالي الأفريقي للأندية 2008 : مباراة واحدة (ذهاب)
- كأس العالم للشباب تحت 20 سنة 2009 بمصر: 3 مباريات
- نهائي دوري أبطال أفريقيا 2009 : مباراة واحدة (إياب)
- كأس الأمم الأفريقية 2010 بأنغولا: مبارتين
- كأس الأمم الآسيوية 2011 بقطر: ...
- بطولة أمم أفريقيا للمحليين 2014

## روابط خارجية
- محمد بنوزة على موقع Soccerway.com (الإنجليزية)